# Sobolewskia clavata
Sobolewskia clavata är en korsblommig växtart som först beskrevs av Pierre Edmond Boissier, och fick sitt nu gällande namn av Edward Fenzl. Sobolewskia clavata ingår i släktet Sobolewskia och familjen korsblommiga växter. Inga underarter finns listade i Catalogue of Life.